# Mistrzostwa panarabskie w lekkoatletyce
Mistrzostwa panarabskie w lekkoatletyce – zawody lekkoatletyczne organizowane w interwale dwuletnim począwszy od 1977 roku przez Stowarzyszenie Lekkoatletyczne Krajów Arabskich.
Kobiety w zawodach startują od 1979 roku.

## Edycje
| Edycja                          | Gospodarz         | Data               | Źródła |
| ------------------------------- | ----------------- | ------------------ | ------ |
| 1977                            | Damaszek          |                    |        |
| 1979                            | Bagdad            |                    |        |
| 1981                            | Tunis             |                    |        |
| 1983                            | Amman             |                    |        |
| 1987                            | Algier            |                    |        |
| 1989                            | Kair              |                    |        |
| 1991                            | Latakia           |                    |        |
| 1993                            | Latakia           |                    |        |
| 1995                            | Kair              |                    |        |
| 1997 (mężczyźni) 1998 (kobiety) | At-Ta’if Damaszek |                    |        |
| 1999                            | Bejrut            |                    |        |
| 2001                            | Damaszek          |                    |        |
| 2003                            | Amman             |                    |        |
| 2005                            | Radis             |                    |        |
| 2007                            | Amman             |                    |        |
| 2009                            | Damaszek          |                    |        |
| 2011                            | Al-Ajn            | 26-29 października | [ 1 ]  |
| 2013                            | Doha              | 21-24 maja         | [ 2 ]  |